# Primo ministro del Manitoba
Il primo ministro del Manitoba (in inglese Premier of Manitoba, in francese Premier ministre du Manitoba) è il capo del governo della provincia canadese del Manitoba.

## Elenco
| Immagine | Nome (Nascita–Morte)               | Mandato                              | Partito | Partito                                        | Note        |
| -------- | ---------------------------------- | ------------------------------------ | ------- | ---------------------------------------------- | ----------- |
|          | Alfred Boyd (1836–1908)            | 16 settembre 1870 – 14 dicembre 1871 |         | Indipendente                                   | [ 1 ]       |
|          | Marc-Amable Girard (1822–1892)     | 14 dicembre 1871 – 14 marzo 1872     |         | Indipendente                                   | [ 2 ]       |
|          | Henry Joseph Clarke (1833–1889)    | 14 marzo 1872 – 8 luglio 1874        |         | Indipendente                                   | [ 3 ]       |
|          | Marc-Amable Girard (1822–1892)     | 8 luglio 1874 – 2 dicembre 1874      |         | Indipendente                                   | [ 4 ]       |
|          | Robert Atkinson Davies (1841–1903) | 3 dicembre 1874 – 16 ottobre 1878    |         | Indipendente                                   | [ 5 ]       |
|          | John Norquay (1841–1889)           | 16 ottobre 1878 – 24 dicembre 1887   |         | Indipendente                                   | [ 6 ]       |
|          | David Howard Harrison (1843–1905)  | 26 dicembre 1887 – 19 gennaio 1888   |         | Indipendente                                   | [ 7 ]       |
|          | Thomas Greenway (1838–1908)        | 19 gennaio 1888 – 6 gennaio 1900     |         | Partito Liberale del Manitoba                  | [ 2 ] [ 8 ] |
|          | Hugh John Macdonald (1850–1929)    | 10 gennaio 1900 – 29 ottobre 1900    |         | Partito Conservatore del Manitoba              | [ 9 ]       |
|          | Rodmond Roblin (1853–1937)         | 29 ottobre 1900 – 12 maggio 1915     |         | Partito Conservatore del Manitoba              | [ 10 ]      |
|          | Tobias Norris (1861–1936)          | 12 maggio 1915 – 8 agosto 1922       |         | Partito Liberale del Manitoba                  | [ 6 ]       |
|          | John Bracken (1883–1969)           | 8 agosto 1922 – 14 gennaio 1943      |         | Partito Progressista del Manitoba              | [ 1 ]       |
|          | Stuart Garson (1898–1977)          | 14 gennaio 1943 – 13 novembre 1948   |         | Partito Liberal-Progressista del Manitoba      | [ 2 ]       |
|          | Douglas Lloyd Campbell (1895–1995) | 13 novembre 1948 – 30 giugno 1958    |         | Partito Liberal-Progressista del Manitoba      | [ 3 ]       |
|          | Dufferin Roblin (1917–2010)        | 30 giugno 1958 – 27 novembre 1967    |         | Partito Conservatore Progressista del Manitoba | [ 10 ]      |
|          | Walter Weir (1929–1985)            | 27 novembre 1967 – 15 luglio 1969    |         | Partito Conservatore Progressista del Manitoba | [ 11 ]      |
|          | Edward Schreyer (1935–)            | 15 luglio 1969 – 24 novembre 1977    |         | Nuovo Partito Democratico del Manitoba         | [ 12 ]      |
|          | Sterling Lyon (1927–2010)          | 24 novembre 1977 – 17 novembre 1981  |         | Partito Conservatore Progressista del Manitoba | [ 13 ]      |
|          | Howard Pawley (1934–2015)          | 30 novembre 1981 – 9 maggio 1988     |         | Nuovo Partito Democratico del Manitoba         | [ 14 ]      |
|          | Gary Filmon (1942–)                | 9 maggio 1988 – 5 ottobre 1999       |         | Partito Conservatore Progressista del Canada   | [ 15 ]      |
|          | Gary Doer (1948–)                  | 5 ottobre 1999 – 19 ottobre 2009     |         | Nuovo Partito Democratico del Manitoba         | [ 16 ]      |
|          | Greg Selinger (1951–)              | 19 ottobre 2009 – 3 maggio 2016      |         | Nuovo Partito Democratico del Manitoba         | [ 12 ]      |
|          | Brian Pallister (1954–)            | 3 maggio 2016 – 1 settembre 2021     |         | Partito Conservatore Progressista del Canada   | [ 17 ]      |
|          | Kelvin Goertzen (1969–)            | 1 settembre 2021 – 2 novembre 2021   |         | Partito Conservatore Progressista del Canada   | [ 2 ]       |
|          | Heather Stefanson (1970–)          | 2 novembre 2021 – 18 ottobre 2023    |         | Partito Conservatore Progressista del Canada   | [ 12 ]      |
|          | Wab Kinew (1981–)                  | 18 ottobre 2023 – in carica          |         | Nuovo Partito Democratico del Manitoba         | [ 18 ]      |